# Ahmed al-Haznawi
Ahmed Ibrahim al-Haznawi al-Ghamdi (árabe: أَحْمَدُ إِبْرَاهِيمَ ٱلْحَزْنَوِيِّ ٱلْغَاْمِدِيِّ) (Provincia de El Baha, 11 de octubre de 1980-Shanksville, Pensilvania, 11 de septiembre de 2001) fue un terrorista saudí miembro de Al-Qaeda. Fue uno de los cuatro (aparentes) secuestradores del vuelo 93 de United Airlines, que formaba parte de los atentados del 11 de septiembre de 2001.
Había sido entrenado en Al Qaeda después de dejar a su familia para luchar en Chechenia en 2000. Llegó a los Estados Unidos en junio de 2001 bajo la dirección de Al-Qaeda por los atentados terroristas, con un visado de turista. Una vez que estuvo en los EE. UU., se estableció en Florida y ayudó a planear cómo los ataques se llevarían a cabo.

## Ataques del 11 de septiembre y muerte
El martes 11 de septiembre de 2001, al-Haznawi abordó el vuelo 93 de United Airlines en el Aeropuerto Internacional de Newark, junto con Ahmed al-Nami, Saaed al-Ghamdi y Ziad Jarrah con destino al Aeropuerto Internacional de San Francisco, California. Alrededor de las 9:28 a. m., los cuatro secuestradores se hicieron con el control del avión y cambiaron la dirección del vuelo hacia Washington D.C. para estrellarlo en el Capitolio. Los pasajeros del avión hicieron llamadas donde fueron informados sobre lo acontecido en Manhattan y el Pentágono, por la cual inician una revuelta para tomar el control del avión, pero tras varios minutos de lucha, el vuelo terminó estrellándose en un campo de Shanksville, Pensilvania.

## Secuela
El 16 de abril de 2002, la cadena de noticias Al Jazeera, transmitió el vídeo de su testamento producido por As-Sahab, empresa productora de Al Qaeda. En el vídeo es mencionado como Al-Ghamdi, refiriéndose a la tribu a la que pertenece. En el habla sobre sus planes para llevar el "mensaje sangriento" a Estados Unidos.
En United 93 es interpretado por el actor marroquí Omar Berdouni y por Zak Santiago en Flight 93.
- Datos: Q3493803